# Гжелка
Гже́лка, или Гжёлка, — река в Раменском районе Московской области России, левый приток Москвы-реки.
Длина — 32 км (по другим данным — 30 км), площадь водосборного бассейна — 443 км². Равнинного типа. Питание преимущественно снеговое. Замерзает обычно в середине ноября, вскрывается в середине апреля.

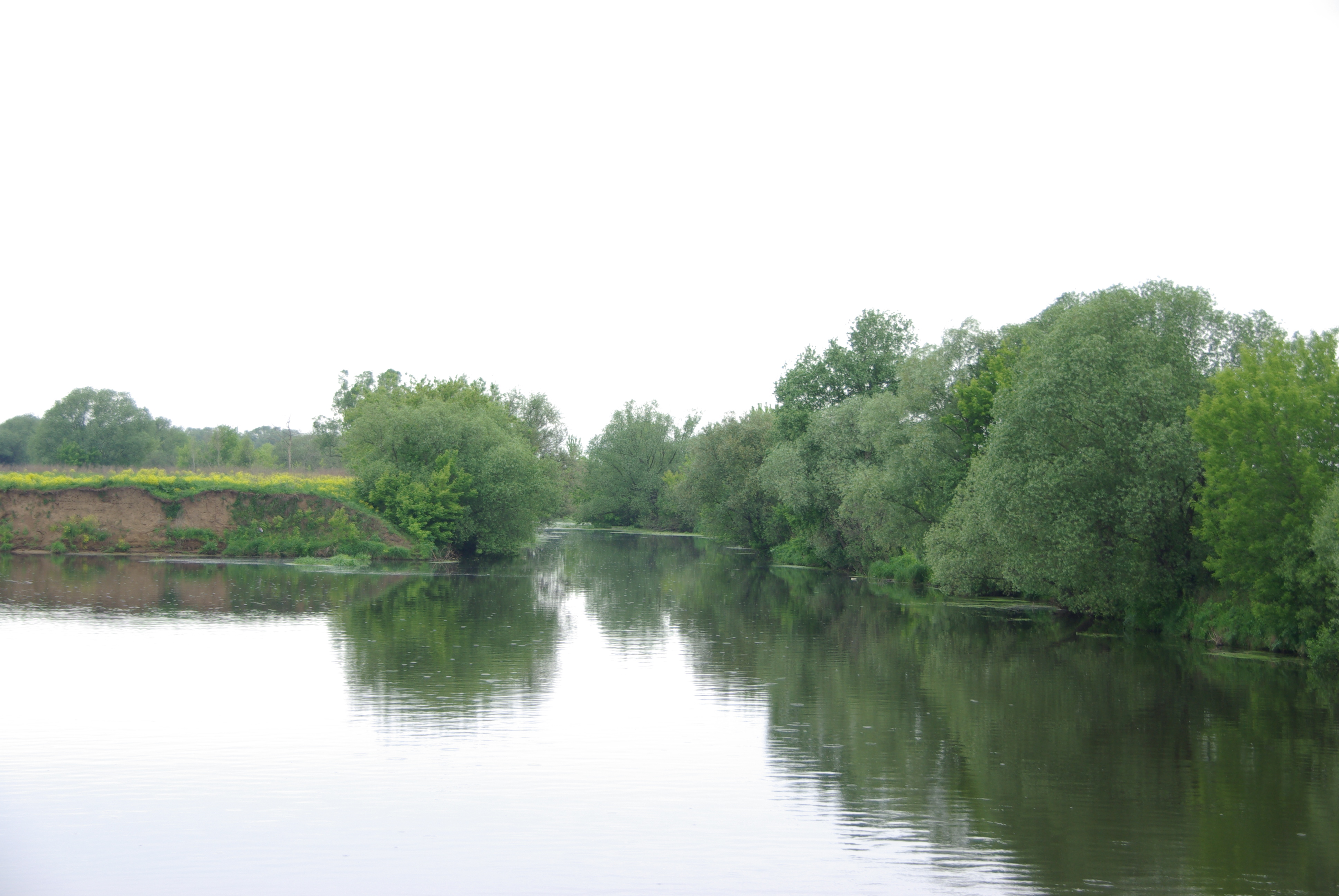
Устье Гжелки

Протекает по западной окраине Мещерской низменности. На реке находятся населённые пункты Кошерово, Обухово, Трошково и Гжель.

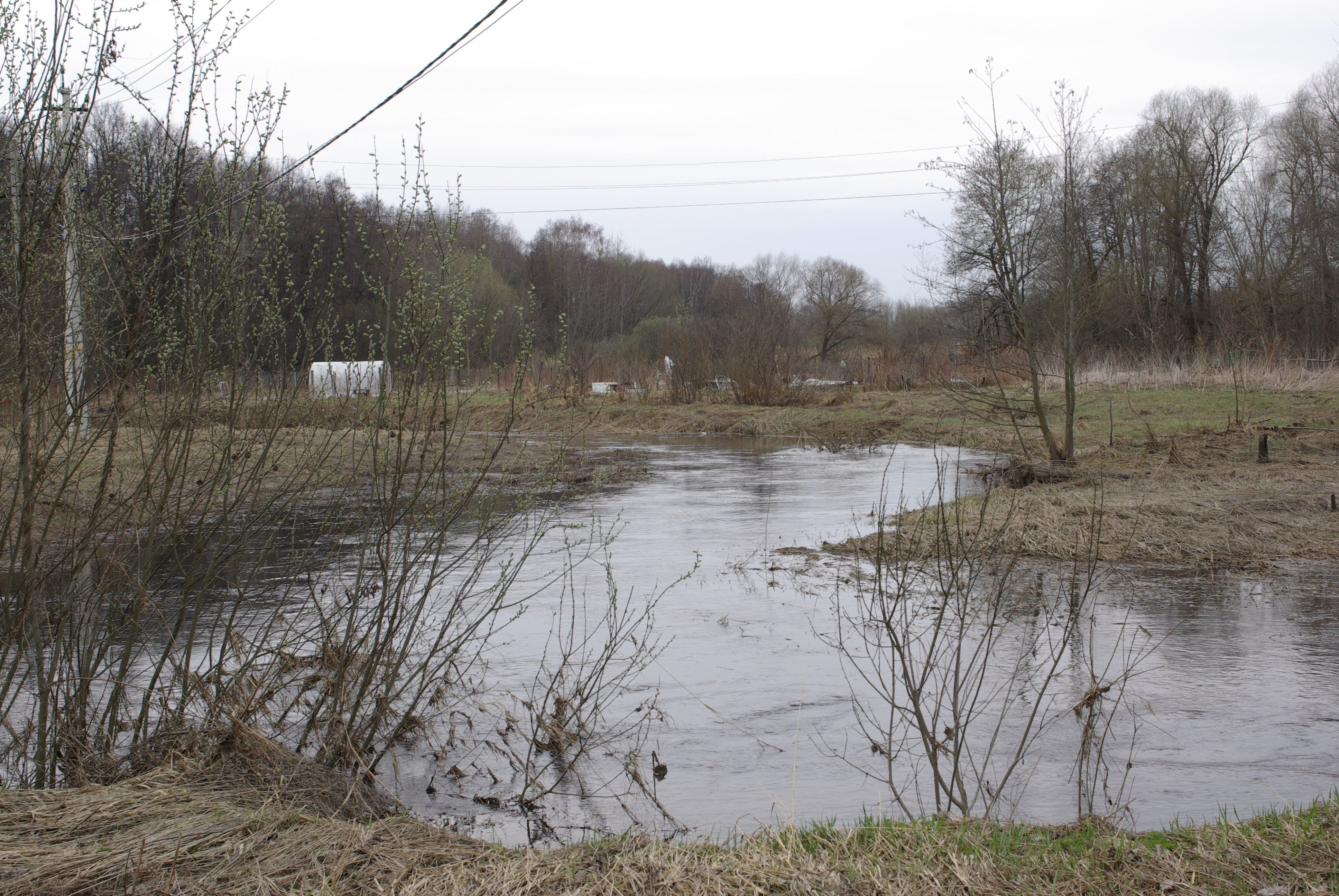
Паводок на реке Гжелке (апрель 2022)

Река подверглась значительному воздействию хозяйственной деятельности человека. Нетронутыми остаются самые верховья Гжелки. Среднее течение превращено в каскад больших прудов рыбного хозяйства «Гжелка», по соседству со станцией Гжель на месте давно вырубленных боров лежит сплошная полоса населённых пунктов, в которых производится знаменитая гжельская керамика. В нижнем течении река спрямлена каналом; по берегам находятся сельскохозяйственные земли совхоза «Раменский».
По данным государственного водного реестра России, относится к Окскому бассейновому округу. Речной бассейн — Ока, речной подбассейн — бассейны притоков Оки до впадения Мокши, водохозяйственный участок — Москва от водомерного поста в деревне Заозерье до города Коломны.

## Притоки
(расстояние от устья)
- 7 км: река Дорка (лв)
- 12 км: река Донинка (пр)